# Viktor Tsjerkasjin
Viktor Ivanovitsj Tsjerkasjin (Russisch: Виктор Иванович Черкашин) (Krasnoe, regio Koersk, 1932) was een Russisch contraspionageofficier van de KGB. Hij startte in 1952 zijn carrière bij de KGB en ging in 1991 met pensioen.
Tsjerkasjin werd bekend omdat hij de eerste runner was van twee van de beruchtste spionnen uit de recente geschiedenis in de Verenigde Staten. In zijn periode als tweede man van het KGB-station op de Russische ambassade in Washington, waar hij van 1979 tot en met 1985 in de zogenaamde KR-lijn (Контрразведка ofwel contraspionage) werkte, kwam hij in contact met Aldrich Ames, contraspionageofficier van de CIA, en Robert Hanssen, FBI-agent. Beiden gingen spioneren voor de Sovjet-Unie.